# Пономарёв, Пётр Алексеевич (партийный деятель)
Петр Алексеевич Пономарёв (17 июня 1927, пгт. Зуевка, теперь Шахтерского района Донецкой области — 24 октября 1985, город Донецк) — украинский советский деятель, 1-й секретарь Макеевского горкома КПУ Донецкой области, секретарь Донецкого обкома КПУ, генеральный директор производственного объединения «Артёмуголь». Кандидат в члены ЦК КПУ в 1966—1971 годах. Депутат Верховного Совета УССР 6-7-го созыва.

## Биография
Родился в крестьянской семье. Трудовую деятельность начал в 1944 году электромонтером на Зуевской ГРЭС Сталинской области.
Окончил горно-строительный техникум и высшие инженерные курсы при Донецком политехническом институте.
Член КПСС с 1953 года.
Работал главным механиком шахты, начальником шахтоуправления, главным инженером треста «Октябрьуголь» Сталинской области.
С 1960 года находился на ответственной партийной работе. До 1962 года — 1-й секретарь Харцызского районного комитета КПУ Донецкой области.
В мае 1962 — январе 1963 года — секретарь Донецкого областного комитета КПУ.
В 1963—1968 годах — 1-й секретарь Макеевского городского комитета КПУ Донецкой области.
26 декабря 1968 — 9 января 1976 года — секретарь Донецкого областного комитета КПУ.
В январе 1976—1979 года — генеральный директор производственного объединения «Артемуголь» Донецкой области.
В 1979 — 24 октября 1985 года — начальник управления Донецкого округа Государственного комитета Украинской ССР по надзору за безопасным ведением работ в промышленности и горному надзору (Госгортехнадзора УССР).

## Награды
- три ордена Трудового Красного Знамени
- орден «Знак Почета»
- две медали